# ناحیه جبل الشرق
ناحیهٔ جبل الشرق (به عربی: مدیریة جبل الشرق) یک ناحیه در یمن است که در استان ذمار واقع شده‌است. ناحیهٔ جبل الشرق ۶۲٬۰۳۴ نفر جمعیت دارد.